# Muzej suvremene umjetnosti – Dvorac Montsoreau
Muzej suvremene umjetnosti – Dvorac Montsoreau (francuski: Château de Montsoreau - Musée d'art contemporain) je muzej suvremene umjetnosti smješten u dvorcu Montsoreau, u dolini Loire u Montsoreau, Francuska. U privatnom je vlasništvu i otvoren je za javnost. Ima najveću zbirku umjetnina radikalnih konceptualnih umjetnika čija je umjetnička suradnja poznata kao Art & Language. Umjetnička zbirka Philippea Méaillea također je posuđena u Muzeju suvremene umjetnosti u Barceloni (MACBA) od 2010. godine, zbog čega dvije institucije redovito surađuju. Muzej je osnovao Philippe Méaille 2016. godine.

## Zbirka
Umjetnička zbirka Philippa Méailla, koja predstavlja zbirku muzeja, postavljena je na prva dva kata muzeja. Sastoji se isključivo od djela umjetničke skupine Art & Language. Sporazum s londonskom galerijom moderne umjetnosti Tate omogućuje prikazivanje projekcije filma kojeg je koproducirala ova institucija i Bloomberg fondacija unutar muzeja. Art & Language – nazvan po časopisu Art-Language, osnovan je 1968. godine te ga čine Britanci, Amerikanci i Australci. Zbog njihovih korozivnih pitanja o statusu umjetnika, umjetničkih djela ili čak o samoj instituciji, smatrani su najradikalnijim ličnostima u povijesti umjetnosti druge polovice 20. stoljeća. Taj je kolektiv, na izvoru onoga što se danas naziva konceptualna umjetnost, i dalje aktivan i trenutno ga predstavljaju Michael Baldwin i Mel Ramsden.

Od 1965. do danas, 50 umjetnika pridružilo se ili surađivalo u pokretu Art & Language, uključujući: Terry Atkinson, David Bainbridge, Michael Baldwin, Ian Burn, Charles Harrison, Joseph Kosuth, Sol LeWitt, Philip Pilkington, Mel Ramsden, Dave Rushton, Lynn Lemaster, Mayo Thompson, Kathryn Bigelow, Dan Graham i Lawrence Weiner. Od 1977. godine, kada je Mayo Thompson, vođa benda Red Krayola, napustio kolektiv, čine ga: Michael Baldwin, Charles Harrison i Mel Ramsden. Kolekcija Philippa Méailla predstavljena je u toliko medija (slike, skulpture, crteži, rukopisi, instalacije i videozapisi) da je Carles Guerra rekao: 
800 djela iz zbirke Philippea Méaillea posuđeno je od 2010. godine Muzeju suvremene umjetnosti u Barceloni (MACBA). 2014. MACBA posvećuje veliku retrospektivnu izložbu Art & Language, redatelja Carlesa Guerra: Art & Language Uncompleted: The Philippe Méaille Collection.

## Galerija
- Art & Language: Art & Language: Art-Language, Vol.3 No.1, 1974.
- Art & Language: Mirror Piece, 1965.
- Art & Language (Michael Baldwin): Air-Conditioning Show, 1966. – 1967.
- Art & Language: Victorine in Art-Language Vol.5 No.2 (1984), 1983.
- Art & Language (Mel Ramsden), Secret Painting, 1967.
- Art & Language: Art-Language Vol.5 No.1, 1982.
- Art & Language: Art-Language The Journal of Conceptual Art, Vol.1 No.1, 1969.

## Vanjske poveznice
- Official website